# Eversel
Eversel is een nederzetting en parochie gelegen in de Belgisch-Limburgse gemeente Heusden-Zolder.

## Toponymie
De vroegste vermeldingen van Eversel zijn terug te vinden in bronnen van de dertiende eeuw. In de literatuur van de daaropvolgende eeuwen (1576, 1591) is het gehucht terug te vinden als 'Eversloe'. Een paar decennia later, In het jaar 1659, duikt de huidige variant op.
- Betekenis: Het is een samentrekking van de diernaam 'ever' en 'lo', wat bos betekent.[2]

## Geschiedenis

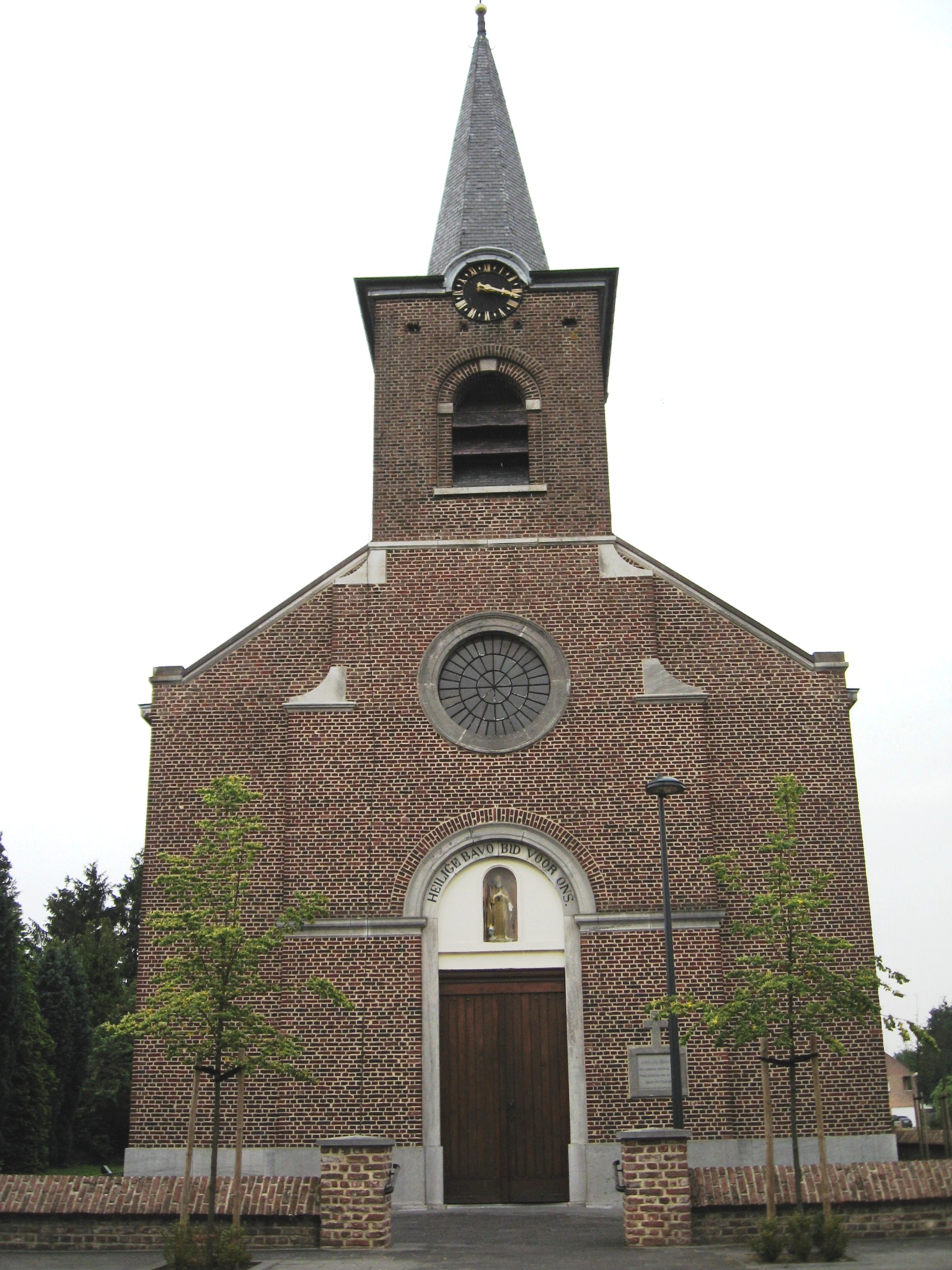
De Sint-Jacobuskerk van de Sint-Jacobusparochie. (Eversel)

Er weinig tot niets bekend over de vroegste bewoners van de streek rond Eversel. Wel vermoedt men dat er vroeger een Frankisch plein gelegen zou hebben vlak voor de huidige kerk. Desondanks was er in de gebieden in en rondom het achtste-eeuwse Heusden nauwelijks beschaving terug te vinden. De hedendaagse deelgemeente vormde nog geen zelfstandige parochie en behoorde samen met Beringen en Paal tot het eigendom van St.-Adelardus, abt van de abdij van Corbie.

### Eversel als deel van het politiek versnipperde Heusden (1200 tot 1500)
Heusden bestaat uit de gehuchten Schoot, Ubbersel, Eversel, Geenrijt, Exel en Hal. Die eerste drie vielen in de dertiende eeuw onder het gezag van het Land van Vogelsanck. Ze maakten er deel uit van Houweiken, een gebied dat twee eeuwen later een eigen schepenbank kreeg. Door de opdeling van Heusden in verschillende staatkundige eenheden was de bevolking van Eversel aangewezen op uiteenlopende autoriteiten voor de inrichting van hun religieuze en politieke leven. Voor wereldse aangelegenheden keken ze, in tegenstelling tot hun buren uit Geenrijt, Exel en Hal, naar de heer van Vogelzang. Daarentegen maakten de Heusdense gehuchten voor 1400 nog altijd deel uit van dezelfde parochie. Het benoemingsrecht van hun pastoor lag toen bij de clerus van Beringen.

### De weg naar religieuze onafhankelijkheid (1500 tot 1850)
In 1511 doneerden enkele Everselnaren een stuk grond aan meester Willibrord Matheï. De nieuwe eigenaar liet er een kapel bouwen die hij toewijdde aan Sint-Christoffel. Verder stonden de Hasseltse Augustijnen in voor de bediening ervan. Voor 1759 zou de kapel vermoedelijk nog vernieuwd zijn geweest en toegewijd aan de heilige Jacobus. Het proces waarbij religieuze autoriteiten buiten de Everselse dorpsgrenzen zulke beslissingen namen, bleef niet eeuwig duren. In 1839 won het gehucht namelijk aan godsdienstige autonomie met de oprichting van de Sint-Jacobus-parochie. Die evolutie verliep parellel met de optrekking van de Sint-Jacobuskerk aan het einde van de jaren 1840. De eerste steen van het gebouw, dat ontworpen was door de architect Herman Jaminé, werd gelegd door de deken van Beringen. Op 5 december 1849 werd de nieuwe kerk en begraafplaats ingezegend, waarna de eerste mis plaatsvond.

### Van landbouwgehucht tot woondorp (1850 tot heden)
Met de industriële revolutie en de ontdekking van steenkool in de Limburgse bodem verloor Heusden geleidelijk haar landelijk karakter. De landbouwplaats ontwikkelde zich tot een typische mijngemeente met uitgestrekte woonwijken. Ook Eversel was daarop geen uitzondering. In 1874 kreeg het gehucht voor het eerst in haar geschiedenis eigen onderwijsgebouwen. Na de opsplitsing van de oorspronkelijk gemengde school in een aparte instelling voor jongens en meisjes kwamen daar nog een reeks verkavelingen bij. In 1931 werd aan de school voor vrouwelijke scholieren een parochiezaal toegevoegd. Enkele decennia later bracht men de gesegregeerde onderwijsgebouwen weer samen op de Everselkiezel 55. Door de alsmaar toenemende plaatsnood kreeg 'De Springplank' in de jaren 1980 te maken met talrijke uitbreidings- en verbouwingswerken. Daarnaast was er vanuit het bloeiende verenigingsleven een grote vraag naar nieuwe lokalen. Met talrijke initiatieven probeerden Everselnaren de bouw van een nieuw ontmoetingscentrum te financieren. In het najaar van 1980 werd uiteindelijk het parochiehuis “St.-Baaf” ingezegend, gevolgd door de bouw van een gemeentelijke sporthal.

## Geografie, landschap en natuur

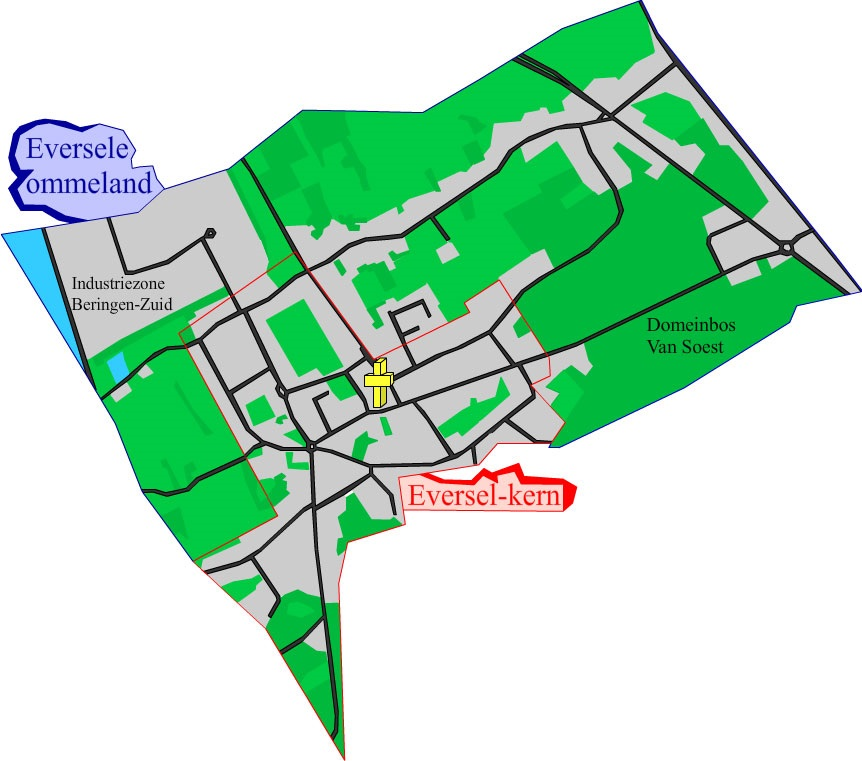
Kaart van Eversel.

Eversel is vandaag de dag terug te vinden in het noordwesten van de gemeente Heusden-Zolder. Het grenst aan de gemeenten Beringen en Lummen en de Heusdense gehuchten Geenrijt en Ubbersel. Doorgaans hanteert men een tweeledige indeling voor Eversel: Eversel-kern en het ommeland met verspreide bebouwing.

### Eversel-kern
De dorpskern ligt in het zuiden van het grondgebied van Eversel en bevat het merendeel van de woongebieden. Ook bevindt er zich het hart van de lokale economie met de gemeentelijke sporthal, het dorpscafé en het jeugdhuis. De verhoudingsgewijze sterkere ontwikkeling van het zuidelijk deel van Eversel is te wijten aan de aanwezigheid van de kerk. Die speelt volgens Mathijsen, net zoals in andere rurale gebieden, een cruciale rol als ontmoetingsplaats tussen de inwoners. Die historisch belangrijke functie van de Sint-Jacobuskerk en diens voorgangers is ook te zien op oudere kaarten van het gehucht. In de Atlas der Buurtwegen uit de jaren 1840 valt namelijk al op dat de meerderheid van de toenmalige huishoudens zich in het zuiden van het dorpsterritorium bevond. Naast de kerk bevinden er zich nog belangrijke plaatsen in Eversel-kern, zoals het parochiehuis en de lagere school.

### Everselse ommeland

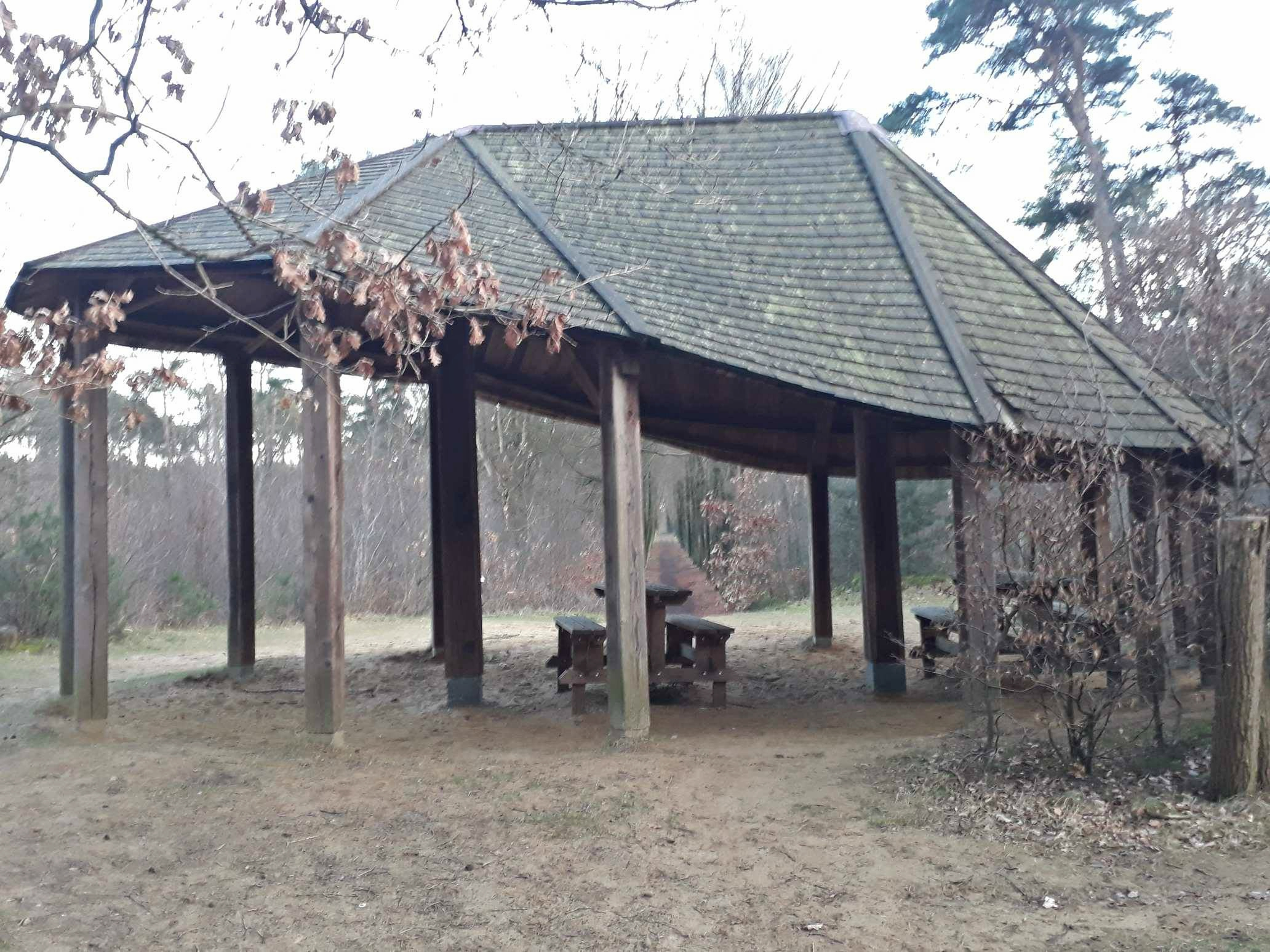
Het speelhuisje gelegen in het domeinbos Van Soest. (Eversel)

Het ommeland van Eversel strekt zich uit van het noordwesten tot het zuidoosten van het territorium. Het bestaat voornamelijk uit bosgebied en weidegronden die men gebruikt voor landbouwexploitatie. Sinds de jaren 1990, na de sluiting van de naburige mijnen, is er wel een deel van de industriezone Beringen terug te vinden. Beringen-Zuid ligt in het noordwesten van het gehucht, langs het Albertkanaal, en biedt onderdak aan twintig bedrijven.
Naast het industriegebied bestrijkt ook het domeinbos Van Soest een groot deel van het Everselse ommeland. Het ligt in het zuidoosten en is sinds 1998 eigendom van de Vlaamse overheid. Oorspronkelijk behoorde het toe aan de familie Horion, waardoor het bos historisch gezien nauw verweven is met de Kasteel Obbeek. Het totale bosgebied heeft een oppervlakte van zestig hectaren en wordt vandaag de dag voornamelijk gebruikt voor recreatieve doeleinden. Er bevindt zich bijvoorbeeld een speelzone die gebruikt wordt door lokale jeugdbewegingen. De bomen van het woud zijn wel niet allemaal loofbomen, de boomsoort die eeuwenlang het lokale landschap gedomineerd heeft. De oorzaak daarvan was de grote vraag naar productiehout voor de negentiende-eeuwse industrie. De gekapte bomen werden toen gedeeltelijk vervangen door naaldbomen. Vanaf de jaren 2000 duiken er wel initiatieven op om de bossen terug te vullen met de oorspronkelijke variant.

## Cultuur en verenigingsleven

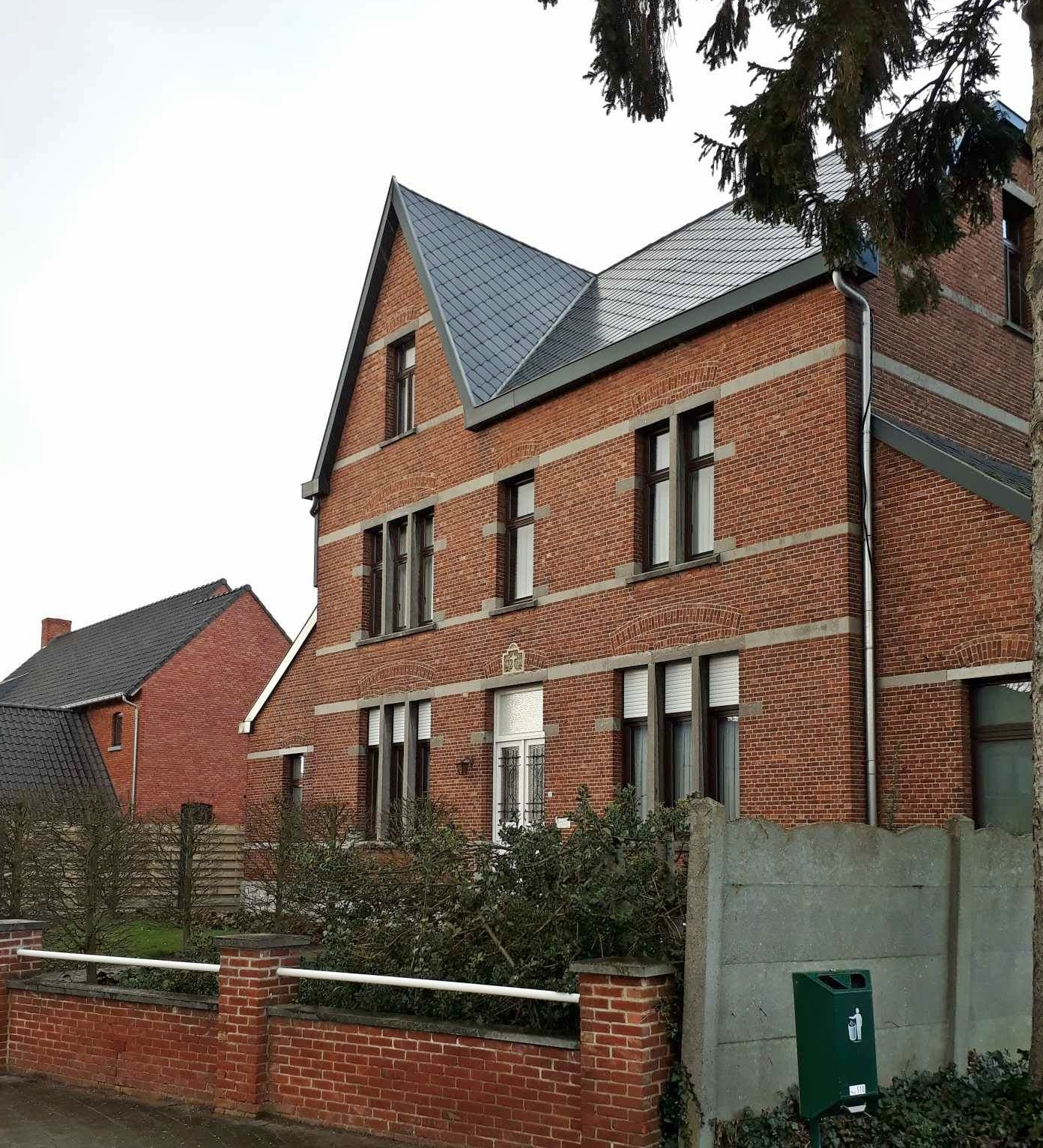
De pastorijwoning van de Sint-Jacobus-parochie. (Eversel)

Op cultureel vlak sluit Eversel aan bij naburige steden, dorpen en gehuchten. Het dialect dat er gesproken wordt, behoort bijvoorbeeld tot dezelfde linguïstische classificatie als de streektalen van Beringen, Tervant, Paal, Beverlo, Korspel en Heppen. Die indeling, door taalkundigen omgedoopt tot het West-Limburgs, bevindt zich op de grens tussen de Limburgse en Brabantse dialecten. Wat Eversel wel onderscheidt van naburige dorpen en steden is haar verhoudingsgewijze rijke verenigingsleven. Iets wat het gehucht in 2007 ook de titel 'Dorp met toekomst' opleverde. De meer dan 120 deelnemende landelijke plaatsen werden er beoordeeld op hun samenhorigheidsgevoel. Eversel nam deel aan de wedstrijd met de organisatie van een mysteriespel, waarin in totaal 440 dorpsbewoners participeerden.

### Parochiewerking
De Everselse parochiewerking vindt haar oorsprong bij de oprichting van de Sint-Jacobus-parochie in 1839. De huidige pastoor is pater Frans Kusters wiens twintigjarige priesterjubileum in 2013 gevierd werd. Sinds 1976 vinden er ook jaarlijks de parochiefeesten plaats. Dorpsbewoners kunnen dan deelnemen aan allerlei sport-, dans-, drink- en eetgelegenheden.

### Dorpsraad
De inwoners van Eversel zijn vertegenwoordigd in de dorpsraad Eversel-Ubbersel. Die treedt op als adviesorgaan van het gemeentebestuur van Heusden-Zolder bij beleidskeuzes die invloed hebben op het leven in de bovengenoemde gehuchten.

### Jeugd-, mannen- en vrouwenverenigingen
Elk jaar vindt er in de zomer 'het Eversels Rock Festival' plaats, een evenement dat verzorgd wordt door de werking van het lokale Jeugdhuis Bascule. Ook vinden er jaarlijks enkele fuiven plaats van jeugdverenigingen, zoals 'The Woeling' van de in 1988 opgerichte Scouts en Gidsen St.-Bavo Eversel. Naast een actieve jeugdwerking kent het gehucht een tal van verenigingen van voornamelijk rooms-katholieke inslag. Enkele voorbeelden zijn de lokale Kristelijke Werknemersbeweging of kwb, Katholiek Vormingswerk van Landelijke Vrouwen of KVLV en Femma.

## Economie en mobiliteit

### Industrie

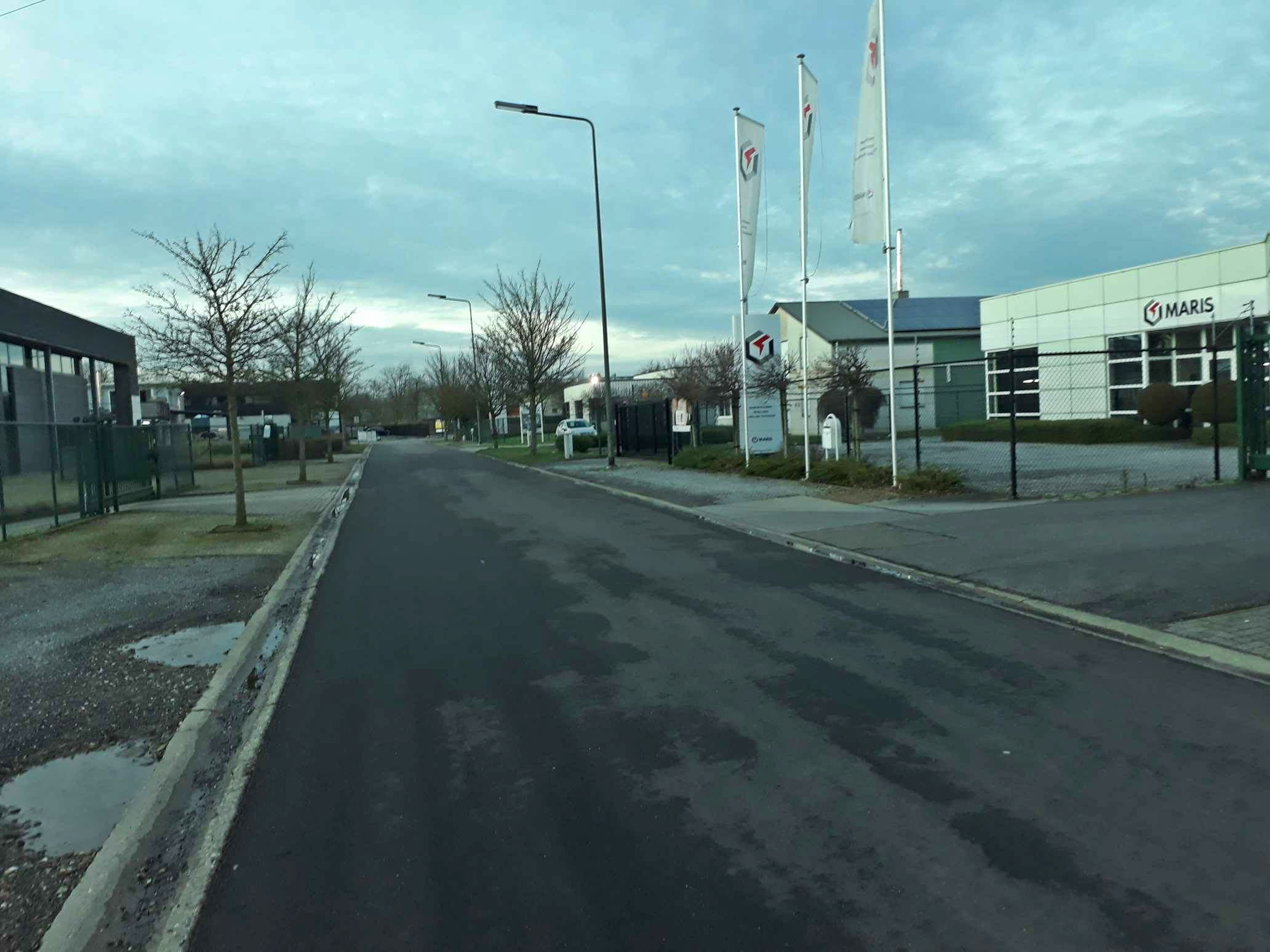
Industriezone Beringen-Zuid. (Eversel)

Eversel is gelegen in de directe omgeving van een aantal belangrijke verkeers- en waterwegen. In het oosten loopt de N72, een gewestweg, door het territorium van het gehucht. Aan de andere kant, in het westen, is het Albertkanaal terug te vinden. Die laatste is van cruciaal belang voor de lokale industrie, getuige de overheidspogingen om de zone Beringen-Zuid beter af te stemmen op het kanaal als transportweg. Het industrieterrein beslaat vandaag de dag een groot deel van de lokale bedrijvigheid. Het zonedeel dat zich op het grondgebied van Eversel bevindt, biedt plaats aan twintig bedrijven. Het vrachtverkeer dat die firma's met zich meebrengen, zorgen regelmatig voor overlast in de nabije woonkernen. Ook voor Eversel vreest de burgemeester van Heusden-Zolder een afname van de levenskwaliteit toen bekend werd gemaakt dat men in het naburige Lummen een nieuw industriegebied gaat aanleggen.

### Handel en landbouw
Naast een industriegebied kent het oorspronkelijk agrarische Eversel ook een aantal landbouwbedrijven. In haar ruimtelijk uitvoeringsplan erkent het gemeentebestuur van Heusden-Zolder het belang van die plaatselijke akker-, bos- en tuinbouw. Voornamelijk de landbouwgebieden ten westen van Eversel-kern en in het noorden en zuiden van de Pater Beckersstraat zijn daarbij waardevol. Daarentegen zijn de Everselse akkers in de richting van het gehucht Ubbersel van minder groot belang. In de dorpskern zelf kan men een geringe concentratie aan lokale voorzieningen terugvinden. Die bestaat zowel uit de plaatselijke handel, zoals het buurtwinkeltje, als enkele publieke diensten, waaronder een sporthal en parochiehuis.

## Sport, recreatie en bezienswaardigheden

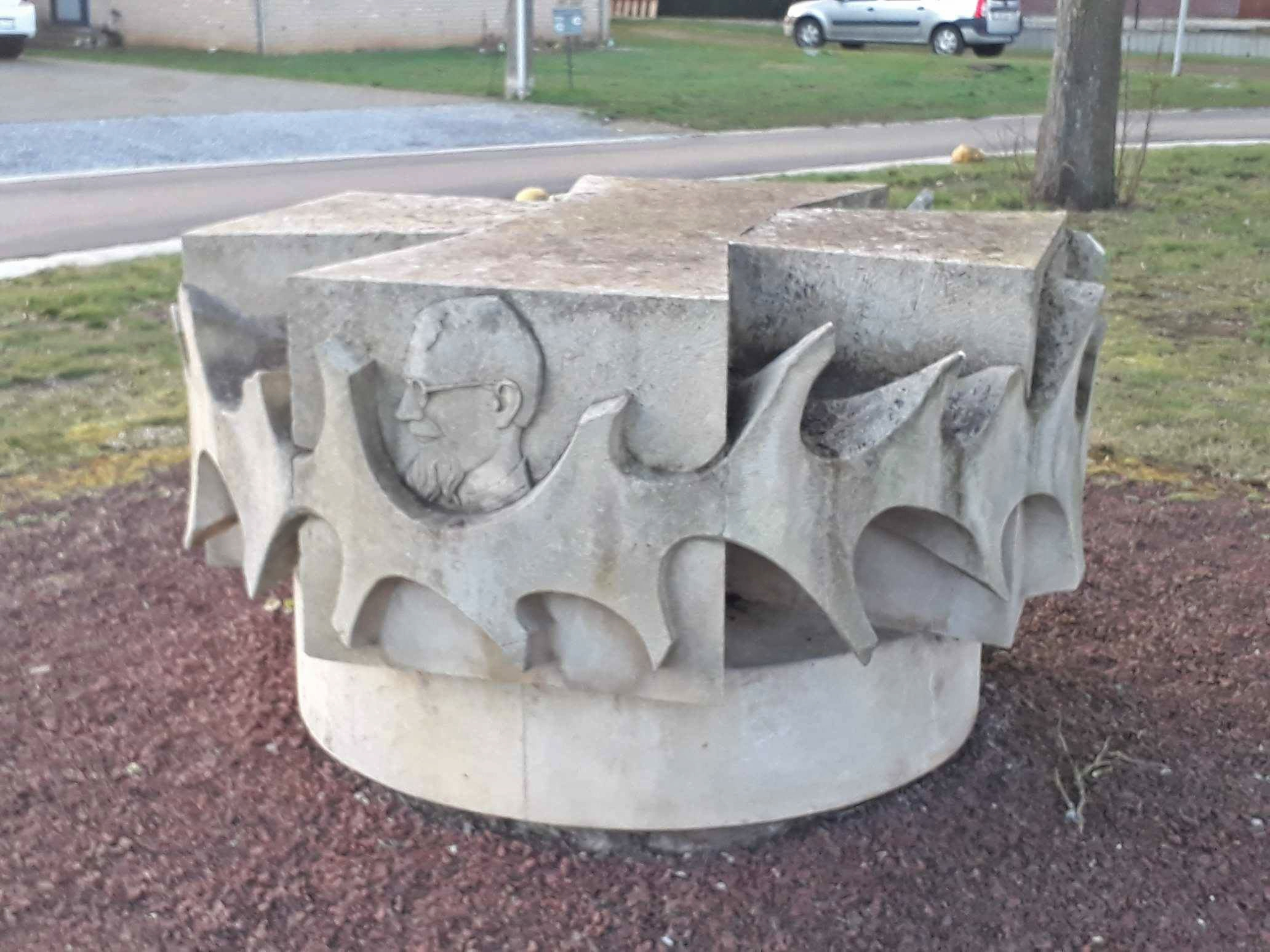
Het pater Beckersmonument gelegen in de Butastraat. (Eversel)

### Sport en recreatie
Voor sport en recreatie kan men in de eerste plaats terecht in het domeinbos Van Soest. De natuurrijke gebieden zijn er aangesloten op een breder wandelnetwerk, waarin ook het gehucht Ubbersel opgenomen is. Verder is er in Eversel sinds 1982 een tennisclub gevestigd. TC Eversel bezit vier gravelvelden die gelegen zijn ten noorden van de gemeentelijke sporthal.

### Bezienswaardigheden
Een eerste bezienswaardigheid die Eversel te bieden heeft, is de neoclassicistische Sint-Jacobuskerk uit de late jaren 1840. Aan het einde van de twintigste eeuw werd deze parochiekerk gerestaureerd. Binnen het gebouw kan men een orgel uit 1770 bezichtigen. Het instrument, dat oorspronkelijk afkomstig is uit de oude Sint-Willibrorduskerk van Heusden, werd door de Sint-Jacobusparochie in 1849 overgekocht voor 500 frank. In 2003 werd het erkend als beschermd monument. In de buurt van de kerk is ook het pater Beckersmonument terug te vinden. Het is gelegen in de Butastraat en werd vernoemd naar Jef Beckers, een Eversels missionaris die twintig jaar in Belgisch-Congo verbleef. Naast een monument kreeg Beckers in de jaren 1960 een straat naar hem vernoemd.
Deelgemeenten: Heusden · Zolder

Overige kernen: Berkenbos · Boekt · Bolderberg · Eversel · Lindeman · Viversel · Voort

Belgische gemeenten · Arrondissement Hasselt · Limburg · Vlaanderen